# Luz mala
La Luz Mala, a veces conocida como Luz Buena, es una de las leyendas más famosas de los folclores de las naciones rioplatenses de Argentina y Uruguay. Consiste en la aparición nocturna de una luz brillante que flota a poca altura del suelo. Esta puede permanecer inmóvil, desplazarse, o en algunos relatos, perseguir a gran velocidad al observador. Muchas veces aparece a una distancia cercana al horizonte.

## Descripción y leyenda
Estas manifestaciones son muy temidas, ya que se identifica comúnmente a la luz mala como un «alma en pena», el espíritu de un difunto que no recibió sepultura cristiana. Ante un encuentro, se recomienda popularmente decir una oración y luego morder la vaina del cuchillo; como último recurso, se las debía enfrentar con un arma blanca, ya que las armas de fuego resultaban inefectivas.
En el noroeste argentino también se le da el nombre de luz mala al «farol de Mandinga», fosforescencia que suele verse en cerros y quebradas durante los meses más secos, después de ponerse el Sol. Se asegura que el farol de Mandinga aparece en lugares en los que hay enterrados tesoros de oro y plata, y que la luz es el espíritu del antiguo dueño tratando de alejar del lugar a los extraños. La tradición dice que el 26 de junio, estas luces son más brillantes por influencia de Satanás, ya que es el único día del año en que este se libra de la vigilancia de los ángeles, y aprovecha para atraer las almas.
Es poco frecuente el perturbar de los sitios donde las luces malas son avistadas debido al miedo causado por la superstición. Los pocos que observan bajo la luz siempre han encontrado objetos metálicos o alfarería indígena. Ésta al ser destapada se dice que despide un gas a veces mortal para el hombre, por lo que los lugareños aconsejan tomar mucho aire antes de abrir el objeto encontrado, o hacerlo cubriendo nariz y boca con un pullo (manta gruesa de lana) o con un poncho.[cita requerida]
Cuenta Hipólito Marcial Rojas[¿dónde?] que: «La luz blanca que aparece en la falda del cerro es buena, donde entra hay que clavar un puñal y al otro día ir a cavar(...) va a encontrar oro y plata. De la luz roja huyan o recen el Rosario, se dice que es luz mala, tentación del diablo».

## La explicación científica
En la actualidad se acepta que el mito tiene su origen en el fenómeno real del fuego fatuo, fosforescencia producida por la descomposición de materias orgánicas sobre el suelo o enterradas a poca profundidad.
En muchas ocasiones se lo suele asociar al fenómeno conocido como Rayo globular siendo este un fenómeno físico poco explorado, cuyo término se refiere a informes de objetos esféricos luminiscentes que varían en escala, ocurriendo este la mayoría de las veces durante las tormentas eléctricas.
También puede ser la resultante de la luz de la Luna en los huesos de vacas muertas en el campo. Al reflejarse en el medio de la noche produce un efecto de luz que es interpretado por la gente de los alrededores como algo sobrenatural, que termina siendo refutado al llegar al lugar de la luz. Normalmente la gente se aleja o realiza ritos populares evitando acercarse. Además no es el mismo el efecto que se produce a distancia, por lo que a medida que uno se acerca puede que la reflexión se vea de manera distinta. Los lugareños al acercarse veían el animal ya sin vida, cuya muerte era atribuida a la luz mala, he aquí el por qué de la imagen siniestra de tal acontecimiento.